# N (співак)
У цьому корейському імені прізвище (Чха) стоїть перед особовим ім'ям.
Чха Хак Йон (кор. 차학연, ханча: 車學沇, нар. 30 червня 1990), більш відомий під своїм сценічним псевдонімом N (кор. 엔, укр. Ен), — південнокорейський співак, актор, ведучий і радіоведучий, що підписав контракт з агентством 51k. Він дебютував як учасник південнокорейського бой-бенду VIXX у травні 2012 року, а свою акторську кар'єру почав у 2014 році в романтичній мелодрамі «Королівський готель» каналу MBC в ролі Ноя. Відтоді він зіграв ролі у «Сім'я приїжджає» (2015), «Підбадьорся!» (2015) і «Завтрашній хлопець» (2016). N розпочав свою кар'єру радіоведучого в травні 2015 року зі свого шоу «VIXX N K-pop» на SBS Power FM.

## Раннє життя
Народився в Чханвоні, Південна Корея, сім'я N складається з нього самого, його батьків, одного старшого брата та двох старших сестер. N навчався в університеті Ховон і провів рік у Японії. Перед тим, як дебютувати з VIXX, N брав участь у мюзиклі під назвою «Пісня про кохання Кванхванмуну», що ставився у 2011 році. Він мав великий танцювальний досвід, спеціалізувався на хіп-хопі, балеті, джазі, корейському танці та сучасному стилі. У 2009 році він брав участь і перемагав у різноманітних конкурсах, які проводили великі розважальні агентства, такі як SM, YG та JYP. Його танець із зав'язаними очима, який він власноруч поставив, отримав «Великий приз» на Корейському молодіжному танцювальному фестивалі.

## Кар'єра

### 2012—2013: Дебют з VIXX і поява у розважальних програмах
N був одним із десяти стажерів, які брали участь у реаліті-шоу на виживання «MyDOL» каналу Mnet, та потрапив до остаточного складу гурту, і гурт VIXX з 6 учасників нарешті дебютувала з «Super Hero» 24 травня 2012 на «M Countdown». До участі в «MyDOL» N знявся в музичних відео «Let This Die» Браяна Джу і «Shake It Up» Со Ін Гука.
У 2012 році, після дебюту VIXX, N став учасником акторського складу другого сезону телевізійного реаліті-шоу «Романтика і айдол» каналу TVN.
У 2013 році, після випуску альбому VIXX, «Jekyll», N створив хореографію до заголовної пісні «G.R.8.U» перепакованого мініальбому «Hyde»; він також з'явився в 4 серії телевізійної драми «Спадкоємці» каналу SBS разом із членами своєї гурту. Того ж року він став хореографом для інших виступів VIXX таких як їхня пісня «Light Up the Darkness» і спеціальний виступ на шоу «9 танцюють» з піснею «LoveStoned» Джастіна Тімберлейка.

### 2014—2015: Big Byung, акторський дебют, ведучий і радіоведучий
У 2014 році N з'явився в багатьох розважальних шоу як член акторського складу, таких як «Шоу 4 речей: Сезон 2» каналу Mnet, «Перший день на роботі: Сезон 3» каналу TVN і «Творець хітів» каналу MBC every1. У програмі «Творець хітів» він став членом першої проектного гурту Big Byung Чон Хьон Дона і Defconn, разом із Хьок з VIXX, Джексоном з Got7 і Сондже з BtoB. Під псевдонімом Dol Baeki, N і гурт створили два сингли «Stress Come On» і «Ojingeo Doenjang» (кор. 오징어 된장).
N отримав свою першу роботу у телевізійній драмі на роль другого плану Ноя, яскравого та жвавого службовця готелю в романтичній мелодрамі «Королівський готель» каналу MBC. Також він з'явився разом з Хонбінем в епізодичній роль у музичному відео «Peppermint Chocolate» виконавців K.Will, Mamamoo та Хвісон.
У 2015 році N отримав свою другу роботу у телевізійній драмі на роль другого плану Чха Хак Йона в «Сім'я приїжджає» каналу серіалі SBS, а також з'явився в «Людина, що біжить» разом з іншими айдолами, пізніше він приєднався до Инхьока і Каніна з Super Junior як членів акторського складу телепрограми «Парубоцька вечірка» каналу MBC every1. 25 квітня 2015 року N приєднався до Мінхо з SHINee та Єрі з Red Velvet як ведучих у телепрограмі «Шоу! Музичне ядро» каналу MBC з 25 квітня 2015 по 14 листопада 2015 року. 2 травня 2015 року на радіо відбулася прем'єра власного радіошоу N «VIXX N K-pop», де він виступив ведучим, а інший учасник Кеном був постійним гостем у сегменті «Вікторина короля» (щосереди). N також з'являвся на «Super Junior цілує радіо» як постійний гість, яка велася Рьоук з Super Junior.
7 липня 2015 року N пішов до «Старшої школи Чхонун від Hyundai» в Ульсані, Південна Корея, на три дні як учень у розважальної програми «Вітаємо з поверненням до школи» каналу JTBC разом з іншими знаменитостями. Ближче до кінця липня було підтверджено, що N приєднається до акторського складу у розважальній програмі на виживання «Закон джунглів у Нікарагуа» каналу SBS; шоу вийшло в ефір у вересні. У серпні 2015 року N був призначений співведучим «Щотижневий айдол» разом із Міною з AOA та Ха Йон з Apink. З 2 вересня 2015 року по 24 березня 2016 року він був ведучим шоу разом із головним ведучим Чон Хьон Доном і Defconn. У вересні 2015 року N був обраний на роль Ха Тон Дже, персонажа, який є геніальним, але має дивну особистість, у драмі «Підбадьорся!» каналу KBS, яка розповідає про життя студентів престижної середньої школи-інтернату, що створюють клуб уболівальників.

### 2016—2018: вебдрами, перший OST і дебют у музичному театрі
У лютому 2016 року N отримав свою першу роль у вебдрамі «Завтрашній хлопець» платформи Naver TV Cast як Ан Тхе Пхьона, персонажа, який піклується про свою бабусю та трьох братів і сестер після смерті своїх батьків; вона виходила у березні. У вересні N взяв участь у своєму першому оригінальному саундтреку до драми, він разом із Йо Ин з Melody Day випустили пісню «Without You» (кор. 니가 없는 난) для драми «W — Два світи» 7 вересня 2016. Того ж місяця N отримав роль разом із іншим учасником VIXX, Хонбінем, і Чханмі з AOA у вебдрамі «Що коїться з цими дітьми?», який мав вийти в ефір на Naver TV Cast 16 листопада. У листопаді N отримав головну роль Бенні у мюзиклі «На висотах», що ставився з 20 грудня 2016 року по 12 лютого 2017 року в театрі CJ Towol в Сеульському центрі мистецтв. У липні 2017 року було оголошено, що він також став хореографом разом з Джейн Кім для треку 4 під назвою «꺼내가» (англ. «Take it out») дебютного альбому гурту Myteen.

### 2019–по теперішній час: Призив в армію, залишення агентства Jellyfish та акторство
За кілька місяців до призову N створив власний канал на YouTube, де він публікував короткі ролики про свої танці, гастролі тощо під назвою «오늘의 기록» (сьогоднішній рекорд).
4 березня 2019 року N призваний на військову службу. 7 жовтня 2020 N офіційно звільнився після проходження строкової військової служби.
31 жовтня 2020 року N залишив агентство Jellyfish Entertainment після того, як вирішив не продовжувати контракт, 3 листопада він приєднався до агентства 51k.
У 2021 році N знявся в драмі «Моє» каналу tvN. Того ж року він зіграв роль другого плану О Кьон Тхе, добродушного констебля в драмі «Поганий і божевільний» каналу tvN.

## Дискографія

### Сингли
| Назва                                                                              | Рік                    | Пікова позиція в чартах | Продажі                | Альбом                   |
| Назва                                                                              | Рік                    | КОР Gaon                | Продажі                | Альбом                   |
| Як головний виконавець                                                             | Як головний виконавець | Як головний виконавець  | Як головний виконавець | Як головний виконавець   |
| ---------------------------------------------------------------------------------- | ---------------------- | ----------------------- | ---------------------- | ------------------------ |
| «Cactus» (선인장)                                                                  | 2018                   | —                       | Н/Д                    | Сингл без альбому        |
| Співпраця                                                                          |                        |                         |                        |                          |
| «Stress Come On» (з Хьок, Джексоном і Сондже як Big Byung)                         | 2014                   | —                       | Н/Д                    | Сингл без альбому        |
| «Ojingeo Doenjang» (오징어 된장) (з Хьок, Джексоном і Сондже як Big Byung)         | 2015                   | —                       | Н/Д                    | Сингл без альбому        |
| Оригінальні саундтреки                                                             |                        |                         |                        |                          |
| «Without You»(니가 없는 난) (разом із Йо Ин з Melody Day)                          | 2016                   | 98                      | - KOR: 26 260+         | «W OST»                  |
| «Edge» (가장자리)                                                                  | 2018                   | —                       | —                      | «Children of Nobody OST» |
| «—» позначає пісні, які не потрапили в чарти або не були випущені в цьому регіоні. |                        |                         |                        |                          |

### Інші пісні
| Рік  | Пісня            | Замітки                            |
| ---- | ---------------- | ---------------------------------- |
| 2015 | «Higher Than Me» | Кавер-версія на пісню Сін Син Хуна |
| 2017 | «Tearful»        | Кавер-версія на пісню Ко Хан У     |

### Авторство пісень
| Рік  | Пісня                   | Альбом                               | Виконавець | Роль                                     |
| ---- | ----------------------- | ------------------------------------ | ---------- | ---------------------------------------- |
| 2017 | «Cactus» (яп. サボテン) | «Lalala ~ Thank you for your love ~» | VIXX       | Автор тексту пісень і композитор         |
| 2018 | «Resemble» (닮아)       | «Eau De VIXX»                        | VIXX       | Автор тексту пісень і композитор         |
| 2019 | «Walking» (걷고있다)    | Walking (걷고있다)                   | VIXX       | Автор тексту пісень з Раві та композитор |

## Фільмографія

### Телесеріали
| Рік       | Назва                                  | Роль          | Замітки                              | Мережа | Прим.         |
| --------- | -------------------------------------- | ------------- | ------------------------------------ | ------ | ------------- |
| 2013      | «Спадкоємці»                           | Себе          | Камео з членами гурту VIXX (серія 4) | SBS    | [ 16 ]        |
| 2014      | «Королівський готель»                  | Ной           |                                      | MBC    | [ 3 ]         |
| 2015      | «Сім'я приїжджає»                      | Ча Хак Йон    |                                      | SBS    | [ 25 ]        |
| 2015      | «Підбадьорся!»                         | Ха Тон Дже    |                                      | KBS2   | [ 36 ]        |
| 2017      | «Тунель»                               | Пак Кван Хо   |                                      | OCN    | [ 53 ]        |
| 2017      | «Ідеальна дружина»                     | Браян Лі      |                                      | KBS2   | [ 54 ]        |
| 2018      | «Дружина, яку я знаю»                  | Кім Хван      |                                      | tvN    | [ 55 ]        |
| 2018      | «Діти від нікого»                      | Лі Ин Хо      |                                      | MBC    | [ 56 ]        |
| 2021      | «Сцена драми — Ярмарок»                | Ко То Йон     | 4 сезон; серія 8                     | tvN    | [ 57 ]        |
| 2021      | «Моє»                                  | Хан Су Хьок   |                                      | tvN    | [ 58 ] [ 59 ] |
| 2021      | «Таємний королівський інспектор і Чой» | Чхве Син Йоль | Камео (серії 9–10)                   | tvN    | [ 60 ]        |
| 2021–2022 | «Поганий і божевільний»                | О Кьон Тхе    |                                      | tvN    | [ 61 ]        |
| 2022      | «Завтра»                               | Кім Хун       | Камео (серія 9)                      | MBC    | [ 62 ]        |
| 2022      | «Спеціальна драма KBS — Пляма»         | Кон Чі Хун    | одноактна драма                      | KBS2   | [ 63 ]        |
| 2023      | «Чосонський адвокат»                   | Ю Чі Сон      |                                      | MBC    | [ 64 ]        |
| 2023      | «Дива безлюдного острова»              | Кан У Хак     |                                      | tvN    | [ 65 ]        |

### Вебсеріали
| Рік  | Назва                       | Роль         | Платформа     | Прим.  |
| ---- | --------------------------- | ------------ | ------------- | ------ |
| 2016 | «Завтрашній хлопець»        | Ан Тхе Пхьон | Naver TV Cast | [ 37 ] |
| 2016 | «Що коїться з цими дітьми?» | Чхве Ким Сон | Naver TV Cast | [ 40 ] |

### Телевізійні шоу
| Рік       | Назва                            | Роль                       | Замітки                                  | Мережа     | Прим.  |
| --------- | -------------------------------- | -------------------------- | ---------------------------------------- | ---------- | ------ |
| 2012      | «Романтика і айдол»              | Учасник акторського складу | 2 сезон                                  | tvN        | [ 14 ] |
| 2014      | «Шоу 4 речей»                    | Головна зірка              | 2 сезон                                  | Mnet       | [ 18 ] |
| 2014      | «Перший день на роботі»          | Учасник акторського складу | 3 сезон                                  | tvN        | [ 19 ] |
| 2015      | «Творець хітів»                  | Учасник акторського складу | Сезони 1-2                               | MBC every1 | [ 20 ] |
| 2015      | «Шоу! Музичне ядро»              | Співведучий                | з Єрі (Red Velvet) і Мінхо (SHINee)      | MBC        | [ 28 ] |
| 2015      | «Парубоцька вечірка»             | Учасник акторського складу |                                          | MBC every1 | [ 27 ] |
| 2015      | «100 людей, 100 пісень»          | Конкурсант                 |                                          | JTBC       | [ 66 ] |
| 2015      | «Вітаємо з поверненням до школи» | Учасник акторського складу | Серії 53–56                              | JTBC       | [ 32 ] |
| 2015      | «Закон джунглів у Нікарагуа»     | Учасник акторського складу | Серії 181—184                            | SBS        | [ 34 ] |
| 2015–2016 | «Щотижневий айдол»               | Помічник ведучого          | з Міною (AOA) і Ха Йон (Apink)           | MBC every1 | [ 35 ] |
| 2016      | «Броманс знаменитостей»          | Учасник акторського складу | 7 сезон; з Лі Вон Ґин                    | MBig TV    | [ 67 ] |
| 2017      | «Король замаскованих співаків»   | Конкурсант                 | як «Got My Favorite Dartman» (серія 101) | MBC        | [ 68 ] |
| 2017      | «Принц помади»                   | Співведучий                | 2 сезон                                  | OnStyle    | [ 69 ] |
| 2018      | «Музична банка»                  | Спеціальний ведучий        | з Ан Соль Бін (серія 929)                | KBS2       | [ 70 ] |
| 2018      | «Бойовий похід»                  | Конкурсант                 | Серія 78; з Хонбінем (серії 91-93)       | KBS2       | [ 71 ] |

### Радіопередачі
| Рік  | Назва          | Роль    | Замітки                             | Прим.  |
| ---- | -------------- | ------- | ----------------------------------- | ------ |
| 2015 | «VIXX N K-pop» | Ведучий | з 2 травня по 2 листопада 2015 року | [ 30 ] |

## Мюзикли
| Рік       | Назва                            | Роль           | Замітки          | Прим.  |
| --------- | -------------------------------- | -------------- | ---------------- | ------ |
| 2011      | «Пісня про кохання Кванхванмуну» | Н/Д            |                  | [ 6 ]  |
| 2016–2017 | «На висотах»                     | Бенні          |                  | [ 42 ] |
| 2017–2018 | «Інтерв'ю»                       | Гордон Сінклер |                  | [ 72 ] |
| 2019-2020 | «Повернення: Обіцянка дня»       | Хе Іль         | Військовий театр | [ 73 ] |

## Нагороди та номінації
| Церемонія нагородження | Рік  | Категорія                                                                   | Номінант / Робота | Результат | Прим.  |
| ---------------------- | ---- | --------------------------------------------------------------------------- | ----------------- | --------- | ------ |
| Премія KBS драма       | 2022 | Нагорода за майстерність, Найкращий актор спеціальної драми / ТБ кінотеатру | «Пляма»           | Перемога  | [ 74 ] |

## Виноски
1. ↑  Пісня увійшлая як до синглу під назвою «W OST Part 9», так і до повного альбому під назвою «W OST».
2. ↑  Пісня увійшлая як до синглу під назвою «Children of Nobody (Original Television Soundtrack), Part 4», так і до повного альбому під назвою «Children of Nobody (Original Television Soundtrack)».